# Proelauna humicola
Proelauna humicola là một loài nhện trong họ Linyphiidae.
Loài này thuộc chi Proelauna. Proelauna humicola được František Miller miêu tả năm 1970.